# Rhynchotus
Rhynchotus – rodzaj ptaków z rodziny kusaczy (Tinamidae).

## Zasięg występowania
Rodzaj obejmuje gatunki występujące w Ameryce Południowej.

## Morfologia
Długość ciała 25,5–42,5 cm; masa ciała samic 325–1040 g, samców 260–920 g.

## Systematyka

### Etymologia
- Rhynchotus (Rhinchotus, Rhyncotus, Rhynchotis (gr. ωτις ōtis – drop)): gr. ῥυγχος rhunkhos „dziób”; -οτης -otēs „prezentować”[8].
- Nothurus: gr. νοθος nothos „fałszywy”; ουρα oura „ogon”[9]. Typ nomenklatoryczny: Tinamus rufescens Temminck, 1815.
- Nothoprocta: νοθος nothos „fałszywy”; πρωκτος prōktos „ogon, tył”[10]. Typ nomenklatoryczny: Crypturus perdicarius von Kittlitz, 1830.

### Podział systematyczny
Do rodzaju należą następujące gatunki:
- Rhynchotus cinerascens (Burmeister, 1860) – kusacz zaroślowy
- Rhynchotus rufescens (Temminck, 1815) – kusacz rdzawoskrzydły
- Rhynchotus maculicollis G.R. Gray, 1867 – kusacz plamkoszyi
- Rhynchotus taczanowskii (P.L. Sclater & Salvin, 1875) – kusacz Taczanowskiego
- Rhynchotus ornatus G.R. Gray, 1867 – kusacz ozdobny
- Rhynchotus perdicarius (von Kittlitz, 1830) – kusacz chilijski
- Rhynchotus pentlandii G.R. Gray, 1867 – kusacz andyjski
- Rhynchotus curvirostris (P.L. Sclater & Salvin, 1873) – kusacz krzywodzioby